# 연극

연극무대의 모습.

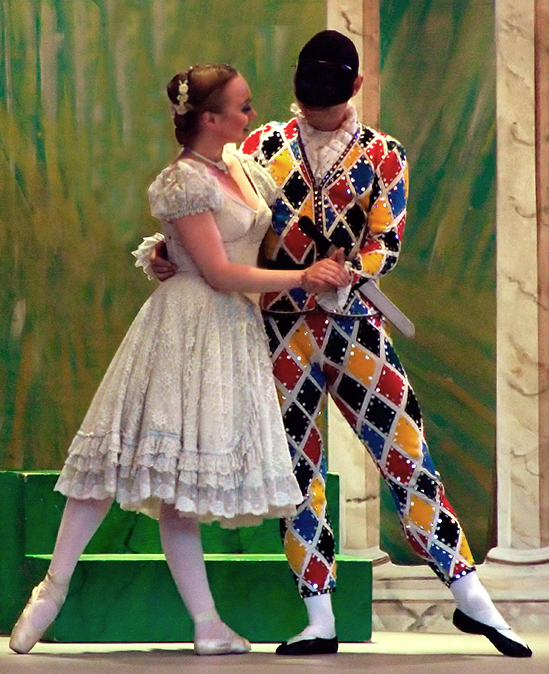
공연 중인 배우들.

연극(演劇) 또는 극(劇)은 배우가 무대 장치 · 조명 · 음악 등의 도움을 받아 연출자의 지도 아래 각본에 의해서 연기를 하여 관객에게 보이는 종합 예술이다.
연기의 내용은 액션 (인물에 의해서 연기되는 사건)으로서 통일되며, 액션은 몇 개의 막(幕)으로 구분되고, 막은 다시 몇 개의 장(場)으로 세분되어 하나의 극을 형성하고 있다. 구성으로서는 발단 · 상승부 · 정점 · 하강부 · 종결 (또는 파국)의 5부로 이루는 것이 일반적인데, 옛날에는 아리스토텔레스의 삼일치의 설이 취해져서 시간 · 장소 · 플롯의 통일이 필수조건으로 되어 있었다.
극은 비극 · 희극으로 대별되고, 이와는 달리 비희극(悲喜劇) · 사극(史劇) · 시극(詩劇)으로 구분하기도 한다. 비극은 후에 표현형식은 변했으나 항상 영원적인 것, 즉 생사 · 자유 · 필연 · 죄 · 신 등을 테마로 하고 있다. 희극은 비극의 영원적 · 근원적인 것에 대해서 일시적 · 현세(現世)적인 것, 즉 인간의 성정(性情)이나 행위의 모순 · 약점 또는 사회의 병폐 등을 테마로 하고, 전체적으로 명랑 경쾌한 기분이 충만하고 있다. 희극 중 단순한 것은 보드빌 (대중 연극)이나 소극(笑劇)이라 불린다.

## 서설
연극은 인류역사와 더불어 태어나서 인류멸망과 함께 죽어갈 공동운명을 지니고 있다. 연극이란 인간이 인간의 행위를 모방하는 예술이기 때문이다. 문화의 발전과 더불어 다양한 모습으로 나타나게 된다. 세계연극의 큰 테두리 안에서 볼 때 연극은 다른 어떤 문화적 산물에 못지않게 역사적·지역적·민족적 소산임을 알 수 있다.
인간이 숨쉬고 있는 동안 연극은 밤낮에 따라 죽음과 부활을 반복할 것이다. '자정에 죽은 연극은 솟아오르는 태양과 함께 다시 태어난다' 함은 인류역사가 계속되는 동안 연극도 계속된다는 뜻 이외에, 일단 끝난 공연은 그것으로 끝나는 것이되 다시 상연된다는 것을 뜻한다. 다시 태어난 연극은 전날 자정에 죽은 연극과 동일한 것은 아니며, 다만 내용이 같을 따름이다.
연극은 육안으로 보는 순간에만 존재한다고 함은 연극의 특징을 단적으로 표현한 말이다. 시나 소설이 활자화되어 그 원형을 유지할 수 있는 것과는 달리 연극은 공연이 끝나는 동시에 사라져 버리고 오직 상연대본과 프로그램, 무대사진, 평론 그리고 그 공연을 본 관객들의 기억 속에 살아 있을 뿐이다. 그러나 연극이 순간적인 시간예술임에도 강렬한 힘을 지니고 있음은 살아 있는 인간, 즉 배우가 인간의 체험을 바로 그 순간에 일어나고 있는 것처럼 생생하게 모방하기 때문이다. 연극은 어떠한 과거의 사건이라 할지라도 '현재'시간에서 진행되게 마련이며, 관객은 과거를 현재에서 체험하기 때문에 다른 어떤 예술보다도 강한 힘을 지니고 있는 것이다. '현재'에서 하나의 생명체가 다른 생명체(들)의 행위를 모방하여 말하고 행동하는 것처럼 직접적이고 감동적인 것은 없다.
"……원래 연극의 목적이란, 예나 이제나 자연을 향해 거울을 들어올려 정과 사(邪)를 있는 그대로 보이고 시대의 양상을 뚜렷이 보여주는 것이니……"— 햄릿

햄릿의 이 말은 연극이 인간의 행위를 모방한다는 아리스토텔레스 이후의 많은 석학들의 이론을 뒷받침해 준다. 물론 모방에 대한 해석은 사람에 따라, 시대에 따라 다르고, 또 다를 수밖에 없으나, 모든 예술에 있어서 그렇듯이 고전적 해석은 타당한 바탕을 이룬다고 하겠다. 키케로는 이렇게 말한다.
"연극은 인생의 모사(模寫)요, 관습의 거울이요, 진리의 반영이다(Drama is a copy of life, a mirror of custom, a reflection of truth)."— 키케로

그의 이론에 따르면 결국 연극이란 인생을 거울에 비추어 본 것임이 분명하다. 그것은 곧 있는 그대로, 사실대로 모방한다는 뜻이다. 원래 드라마는 희랍어의 행위·행동에 해당하는 말로서, 행동한다는 것이기 때문에, 배우가 인간의 행위를 그대로 모방한다는 것이 바로 연극의 이념이다.
이와 같은 모방론은 19세기 사실주의자들의 예술관과 일치된다고 할 수 있다.
"연극이 있는 그대로를 모방하는 것이니만큼, 자기도 영웅과 함께 쓸모없는 인간을, 그리고 일상생활에 있어서의 평범한 다반사를 삽입했노라"— 에밀 졸라, <테레즈 라캉>의 서문에서

역시 프랑스의 보마르셰도 졸라와 같은 견해를 가지고 있다. 그들에 의하면 연극이란 한낱 인생의 축도(縮圖)에 불과하다. 이들은 '미러 오브 네이처(Mirror of nature)'를 잘못 이해하고 있다. 무릇 예술가는 많은 소재 가운데서 어떤 특수한 부분을 선택한다. 따라서 선택은 기계적이 아닌, 작가의 예술적 창조력을 필요로 한다. 선택은 기교로서의 '아트(art)'와 예술가로서의 '아트'가 합쳐진 곳에서 이루어진다. 그러나 연극은 소재의 선택에서 끝나는 것은 아니다. 더 중요한 것은 인물대사 속에 무한한 의미를 암시할 수 있는 전달력을 작가가 지닐 일이다.
극작가는 아티스트(artist)여야 한다. 한 걸음 나아가 모방론에 대한 좀더 광범위한 해석이 있어야겠다. 아리스토텔레스의 기본원칙은, 예술은 모방이라는 데에 근거를 두고 있다. 그러나 앞서 언급했듯이 모방설에 대한 해석은 사람에 따라 시대에 따라 다르다. 가령 <크롬웰>의 서문에서 말한 위고의 견해로는, 거울이 편편한 것이어서는 안 되며, 집중적으로 초점을 맞출 수가 있는 포커싱 미러(focusing mirror)여야 한다고 말한다. 그래야만 약한 빛이 강해지고 불꽃이 된다는 것이다. 그리고 그는 연극이란 그럴 때에 비로소 예술 구실을 하게 된다고 결론짓는다. 사르세이(Sarcey)나 에델린(Hedelin)의 이론 역시 위고(Hugo)의 이론을 뒷받침하는 발전적인 견해이다. 에델린의 "연극이란 있었던 사건 그대로를 상연하는 것이 아니라 있어야 할 것을 상연해야 한다"는 이론은 극작가의 사상과 철학에까지 언급한 것이 된다.
사실 고전적 이론으로, 과거를 다루는 것이 역사라면 문학은 당위의 세계를 그리는 것이어야 한다. 이와 같은 전제는 모방설에 대한 졸라나 보마르셰의 해석에 대해서 수정을 가하게 만든다. 당위의 세계를 그려야 한다는 이론을 부연하는 또 하나의 이론을 브륀티에르의 연극론에서도 볼 수 있으니, 연극은 어떤 목표를 향해 애쓰는 인간의 의지를 그려야 된다고 그는 말한다. 그 의지란 당위의 세계를 이룩하려고 노력하는 의지임을 말한다. 이와 같은 고전적 이론을 바탕으로 하여 세계연극은 제 나름의 길을 걸어오고, 또 걸어갈 것이지만, 그들의 연극이 형식이나 내용에 있어서 어떻게 다르건 간에 인류역사가 변천하는 것과 마찬가지로 연극 역시 많은 변화 속에서 영원히 존재할 것이라는 진리를 우리는 의심하지 않는다. 이 순간에 막이 내려, 죽어버린 연극이 내일 다시 되살아날 것을 우리는 의심하지 않는다. 연극은 인간의 기다림 속에서 영원히 생명을 이어갈 것이다.

## 연극의 구성 요소
연극의 3요소는 관객, 배우, 희곡, 그리고 연극의 4요소라 할 때는 관객, 배우, 무대, 희곡이라고 정의한다. 하지만, 연극의 요소를 이런 식으로 구분짓는 것은 결코 바람직하지 않다. 연극은 배우, 관객, 희곡 이외에도 수많은 요소들이 상호 유기적으로 결합할 때 비로소 완성되는 종합 예술이기 때문이다.

### 대사
드라마에는 보충 설명이 있을 수 없으므로 드라마의 대사는 간결, 명료하면서도 그 대사 중에 시간, 장소, 상황, 인물 들의 관계에 대한 정보를 다 모아야하는 부담이 있다. 드라마의 대사는 자연스럽게 정보를 제공함과 동시에 등장 인물들의 태도, 견해, 성격을 드러내 보여야 한다. 뿐만 아니라 극작가는 토론, 논쟁, 물음 등의 대사 형식을 통해 앞으로 일어날 행동을 추측하고 예견케하며 그에 대한 복선을 까는 역할도 해야 한다. 소설 작가는 소설 속의 내레이터를 통해 자신의 목소리를 전달할 수 있지만 극작가는 자신의 목소리를 낼 수 없고 다만 서로 맞물려 짜여진 대사를 통해 이야기의 결이 드러나도록 해야 한다.

### 행동
행동이란 등장 인물들이 취하는 액션(상단 참조)들의 그 실체라 할 수 있다. 작가가 특정 행동을 명시하기도 하나 많은 부분은 연출자와 배우에게 담당되어있다. 희곡을 '읽을 때'에는 관객 (독자)가 스스로 연출자가 되어 상상의 무대 위에서 배우를 움직이고 그들에게 대사에 맞는 제스처를 부여해야 하지만, 배우들이 직접 연기를 하는 극중에서는 대사와 행동에 유의하며 눈에 보이는 것을 기반으로 극을 올바르게 즐기면 된다.
소설의 기법이 드라마에 차용되기 이전인 19세기 전반 이전에 쓰여진 희곡의 경우 희곡에 무대 지시 사항이 최소화되어 있기 때문에 독자는 대사 속에 암시되어있는 행동에 유념하며 작품을 읽어야 한다.

### 이야기
사람들이 연극을 보러가는 주요한 이유는 즐기기 위해서이다. 이러한 관중의 욕구를 충족시키는데 가장 중요한 요소는 아름다운 대사나 고상한 도덕적 교훈이 아니라 이야기 자체가 주는 '재미'이다. 드라마에도 간혹 회상의 장면이 없는 것은 아니지만 드라마는 근본적으로 시간적으로 전개되는 이야기를 축으로 한다.
극적 행동은 시간적 순서에 따라 전개되지만 그저 발생하는 사건이 아니라 극작가에 의해 미리 치밀하게 계산된 순서에 따라 진행되는 것이다. ‘무슨 일이 일어날까’하는 관객의 기대감을 충족시키는 외에 플롯의 역동적 구성을 위해서는 ‘왜 어떤 일이 일어날까’하는 점이 필수적이다.

### 인물
많은 경우에 우리가 문학에서 느끼는 흥미는 그 속에 나오는 인물들에 관한 것이다. 드라마는 살아있는 배우들에 의해 작품 속의 인물들이 표현되는 점에서 인물들은 관객들의 주요한 관심과 흥미의 대상이다. 등장 인물에는 주인공과 주인공과 맞서는 인물이 있다.
주요 인물과 그렇지 않은 인물을 구별하는 손쉬운 방법은 대사의 길이이다. 그러나 보다 중요한 차이는 주인공의 경우 복잡한 동기와 과거를 지닌, 충분히 개성화된 인물임에 반해 그렇지 않은 인물들은 이렇다할 개성이 부여되지 있지 않다. 그러나 주인공의 성격이 간단명료하게 정의될 수 있을 정도로 단순한 예는 거의 없다. 주인공에게 성격을 부여하는 가장 기본적인 방식은, 비록 믿을 수 없는 경우가 종종 있지만, 이름과 외모이다. 예컨대 「오셀로」에서 이야고를 부르거나 그에 대해 언급할 때면 ‘정직한’이라는 수식어가 자주 붙는다. 성격 부여의 또 다른 방법은 한 개인의 행동 양식이다. 어떤 인물이 자신의 성격과 행동 동기를 방백이나 독백을 통하여 밝혀 보일 수 있다. 그리고 이러한 대사 중에 사투리, 어휘의 선택, 문법 등 모든 것이 합해져서 한 인물의 과거와 지성이 드러난다. 뿐만 아니라 어떤 인물이 다른 인물들에게 보이는 반응이나 다른 인물들이 그 인물에 대해서 하는 이야기에서도 성격이 드러난다.
우리의 경험이 증명하듯 지나칠 정도로 일관성 있는 인물은 일반적으로 사실성이 희박해 보인다. 아마도 문학 작품 속에서 훌륭한 성격 설정이라 함은 수긍은 가되 우리를 놀라게 하는 인물들일 것이다. 그들의 동기는 복잡 미묘하고 일견 모순되는 듯이 보이기조차 한다.

## 휴극일
연극을 쉬는 것을 '휴극'이라고 한다. 휴극일은 연극에 따라서 다른 요일에 휴극하는 것도 있지만, 보통 연극은 뮤지컬과 마찬가지로 월요일에 쉰다.

## 역사
- 인간의 유희 본능과 의사소통의 수단으로써의 몸짓, 손짓 (원시적 언어, 율동)
- 고대 사회의 종교적 의식 (그리스의 연극, 디오니소스를 찬미)

## 같이 보기
- 연기 (예술)
- 행위 예술
- 인형극
- 극장
- 극단
- 세계 연극의 날
- 대학연극

## 참고 문헌
- 이 문서에는 다음커뮤니케이션(현 카카오)에서 GFDL 또는 CC-SA 라이선스로 배포한 글로벌 세계대백과사전의 내용을 기초로 작성된 글이 포함되어 있습니다.